# Equitalia
Equitalia est une société publique italienne, sous forme de société par actions. Elle est détenue à 51 % par le Trésor public italien (it) et à 49 % par l'INPS (retraites, invalidité et maladie). Fondée en 2007, elle est chargée de percevoir les impôts et taxes en Italie, à l'exception de la Sicile. Elle ferme en 2017, absorbée par l'Agenzia delle entrate (it).